# DENIS-P J020529.0−115925
| DENIS-P J020529.0−115925                                | DENIS-P J020529.0−115925        |
| ------------------------------------------------------- | ------------------------------- |
| Beobachtungsdaten Äquinoktium: J2000.0, Epoche: J2000.0 |                                 |
| Sternbild                                               | Walfisch                        |
| Rektaszension                                           | 02h 05m 29s,4                   |
| Deklination                                             | −11° 59′ 30″                    |
| Helligkeit (J-Band, gemeinsam)                          | ca. 15 mag                      |
| Spektralklasse                                          | vermutet: L5 + L8 + T0          |
| Astrometrie                                             |                                 |
| Parallaxe                                               | (50,6 ± 1,5) mas                |
| Entfernung (aufgrund der Parallaxe)                     | (64,5 ± 1,9) Lj (19,8 ± 0,6) pc |
| Eigenbewegung:                                          |                                 |
| Jährliche Verschiebung                                  | (+437,8 ± 0,8) mas/a            |
| Positionswinkel                                         | 82°,8 ± 0°,1                    |
| Andere Bezeichnungen                                    |                                 |
| 2MASSW J0205293−115930 • 2MUCD 10096                    |                                 |

DENIS-P J020529.0−115925, weitere Bezeichnung 2MASS J02052940−1159296, ist ein System bestehend aus mindestens zwei, wahrscheinlicher drei Komponenten im Sternbild Walfisch. Bei den Komponenten handelt es sich um Sterne geringer Masse und/oder um Braune Zwerge.